# Donald bûcheron
Série Donald Duck
Pour plus de détails, voir Fiche technique et Distribution.
Donald bûcheron (Timber) est un court métrage d'animation américain des studios Disney avec Donald Duck, sorti le 10 janvier 1941.

## Synopsis
Pour avoir volé le déjeuner de Pierre (Pat Hibulaire), Donald est obligé par celui-ci à aller couper du bois dans la forêt...

## Fiche technique
- Titre original : Timber[1]
- Titre français : Donald bûcheron
- Série : Donald Duck
- Réalisation : Jack King
- Scénario : Carl Barks, Jack Hannah
- Animation : Ed Love
- Musique : Oliver Wallace
- Production : Walt Disney
- Société de production : Walt Disney Productions
- Société de distribution : RKO Radio Pictures
- Format : Couleur (Technicolor) - 1,37:1 - Son mono (RCA Sound System)
- Durée : 8 min
- Langue : Anglais
- Pays :  États-Unis
- Dates de sortie : États-Unis : 10 janvier 1941[2]

## Voix originales
- Clarence Nash : Donald Duck
- Billy Bletcher : Pierre

## Voix françaises
- Sylvain Caruso : Donald Duck
- Michel Vocoret : Pierre

## Commentaires
Le film étant censé se dérouler au Canada, le nom original de Pat Hibulaire, « Pete » en anglais, a été francisé pour l'occasion en « Pierre ».

## Titre en différentes langues
D'après IMDb:
- Finlande : Puu kaatuu
- Suède : Kalle Anka som timmerhuggare

## Sorties DVD
- Les Trésors de Walt Disney : Donald de A à Z, 1re partie (1934-1941).